# Dywizjon 317

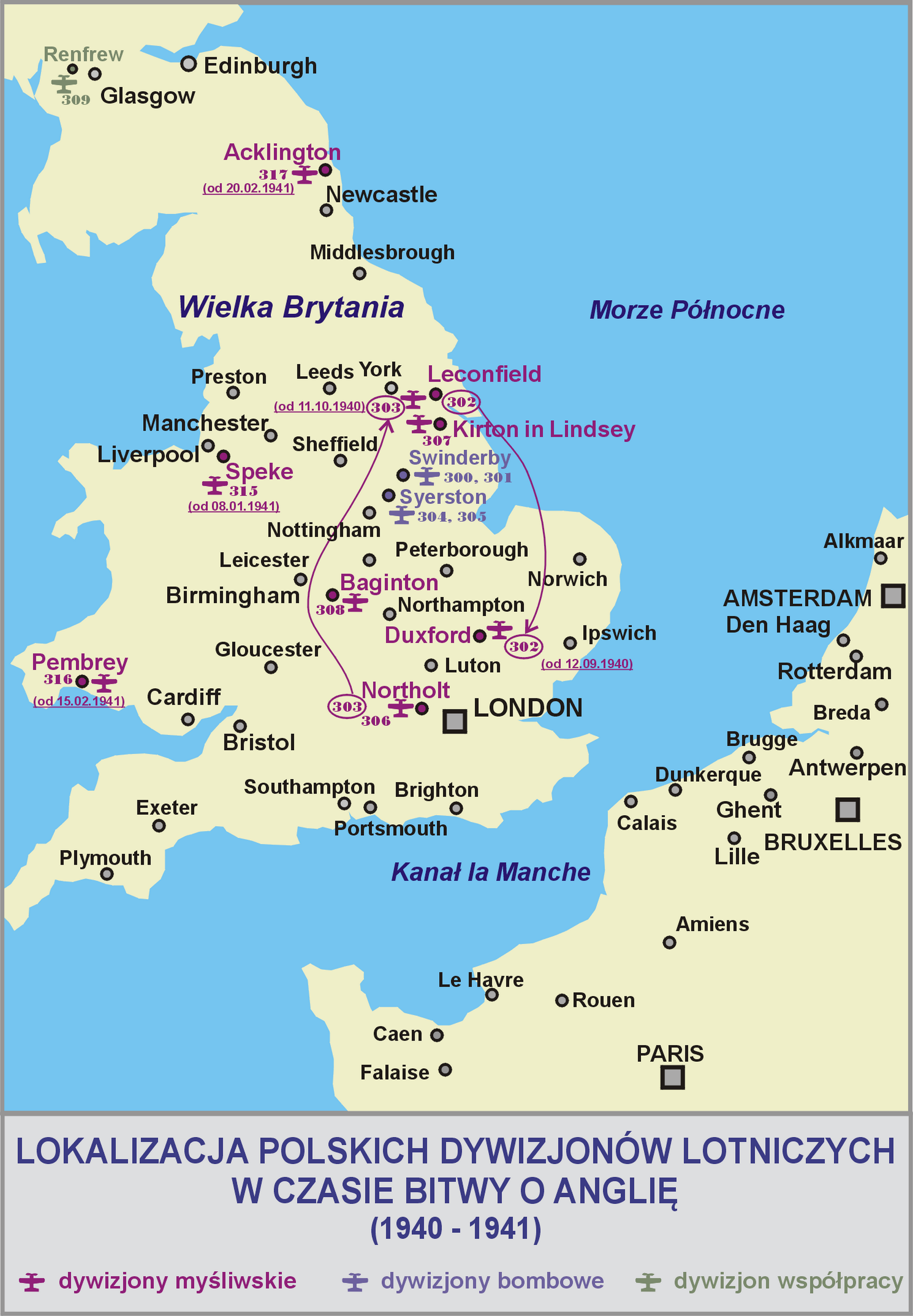

317 Dywizjon Myśliwski „Wileński” – oddział lotnictwa myśliwskiego Polskich Sił Powietrznych w Wielkiej Brytanii.

## Formowanie, zmiany organizacyjne i walki
317 dywizjon myśliwski sformowany został 20 lutego 1941 na lotnisku w Acklington w hrabstwie Northumberland. Personel dywizjonu pochodził głównie z 5 pułku lotniczego bazującego przed II wojną światową  w Lidzie i na Porubanku.
Na uzbrojenie otrzymał samoloty typu Hawker Hurricane Mk-I. Gotowość bojową osiągnął w kwietniu. 
25 kwietnia został przeniesiony na lotnisko w Ouston, a piloci przystąpili do pełnienia dyżurów bojowych oraz do lotów w osłonie konwojów morskich.
2 czerwca 1941 stoczono pierwszą walkę z niemieckim bombowcem Ju-88. Piloci por. Paweł Niemiec i sierż. Baranowski, działając w lotniczej osłonie konwoju morskiego, zestrzelili samolot.
27 czerwca dywizjon przesunięto na lotnisko Colerne, a 5 lipca na lotnisko w Fairwood Common w południowej Walii. 
Do nowych zadań dywizjonu należała obrona Kanału Bristolskiego i dalsza osłona konwojów morskich. Dywizjon brał również udział w lotach ofensywnych nad Brest i Cherbourg.
11 lipca, podczas osłony bombowców, doszło do walki z niemieckimi myśliwcami Messerschmittami  w rejonie Cherbourga. Pewne zwycięstwo odniósł mjr Brzezina, a drugiego Me-109 zestrzeliła sekcja w składzie – kpt. Henryk Szczęsny i sierż. Stanisław Brzeski. Sierż. Jan Malinowski uszkodził kolejne dwa samoloty wroga.
20 lipca dywizjon został przezbrojony w samoloty typu „Hurricane” Mk-II.
27 lipca dywizjon przegrupował się na lotnisko w Exeter i tam wszedł w skład 2 Polskiego Skrzydła Myśliwskiego.
11 listopada gościem dywizjonu był Prezydent Rzeczypospolitej Władysław Raczkiewicz.
Na początku 1942 osłaniano konwoje morskie płynące wzdłuż południowych brzegów Anglii. W marcu wzrosło nasilenie lotów nad Francję. Loty te odbywały się przeważnie w szyku skrzydła.
W tym czasie dywizjon został wyposażony w samoloty typu „Spitfire”, a poszczególne eskadry dywizjonu działały często z wysuniętego lotniska Bold Head.
20 lutego dywizjon uroczyście obchodził pierwszą rocznicę powstania. Wśród zaproszonych gości był generał broni Lucjan Żeligowski.
15 marca dywizjon odbywał „rutynowy” lot nad Francję. Po powrocie nad macierzyste lotnisko Exeter stwierdzono, że cała okolica zasnuta jest gęstą mgłą. Dowódca dywizjonu, usiłując wylądować na lotnisku Bold Head od strony morza, zderzył się z nadbrzeżną skałą i zginął na miejscu. Dwóm następnym pilotom udało się wylądować na lotnisku Bold Head, lecz we mgle ich samoloty zderzyły się i uległy poważnym uszkodzeniom. Sierż. Brzeski wylądował na lotnisku na zachodnim cyplu Kornwalii, por. Koc doleciał do lotniska w Exeter, gdzie również szczęśliwie wylądował. Jeden pilot ratował się ze spadochronem. Pozostałych sześciu, z braku paliwa, wylądowało przymusowo we mgle w przygodnym terenie rozbijając samoloty. Wszyscy doznali poważnych obrażeń. Były złamania nóg i rąk, a por. Niemiec miał złamaną szczękę. Wynik lotu był fatalny: zginął jeden pilot, sześciu odniosło poważne obrażenia, zostało zniszczonych osiem samolotów, a dwa były poważnie uszkodzone.
Od 1 kwietnia dywizjon bazował na lotnisku w Northolt. Zazwyczaj prowadzono loty ofensywne nad Francję i Belgię.
29 kwietnia, nad Boulogne, dywizjon odpierał atak 15 FW-190. Zginęli dowódca skrzydła mjr Pisarek i dowódca dywizjonu kpt. Ozyra. 
19 sierpnia dywizjon wziął udział w operacji pod Dieppe. Wykonał tego dnia cztery loty w pełnym składzie 12 samolotów. W stoczonych walkach piloci zestrzelili na pewno siedem samolotów nie ponosząc żadnych strat.
1 września dywizjon wszedł w podporządkowanie 1 Polskiego Skrzydła Myśliwskiego i przegrupował się na lotnisko w Woodvale.
W 1943 dywizjon zmieniał często lotniska bazowe. Były to: Northolt, Coltishail, Marsham on Heath, Perranporth, Fairlob.
W trzeciej dekadzie września dywizjon 317 został wyposażony w samoloty typu „Spitfire” Mk-IX i następnie wszedł w skład polskiego 131 Skrzydła Myśliwskiego. W związku z nowym przydziałem i przeznaczeniem dywizjon przeszkalał się w czekających go nowych zadaniach bojowych. Wykonywał też nadal loty ofensywne nad Francję, Belgię i Holandię. 
W drugiej połowie marca 1944 dywizjon poleciał na szkołę ognia na lotnisku w Llanbedr, gdzie piloci przeszli przeszkolenie w bombardowaniu nurkowym, strzelaniu do celów powietrznych, naziemnych i morskich.
1 kwietnia dywizjon przeniósł się na lotnisko polowe w Deanland, a 26 kwietnia na lotnisko Chailey.
W tym czasie wykonywał loty osłaniając  bombowce, oraz prowadził swobodne działania ofensywne nad Francją, połączone z bombardowaniem wyrzutni „V-1”.
6 czerwca 1944, w pierwszym dniu inwazji we Francji, dywizjon wykonał cztery loty patrolowe nad rejonem wyładowywania się wojsk inwazyjnych. W następnych dniach latał w osłonie bombowców i samolotów transportowych przewożących sprzęt i wojsko z Anglii do Francji, bombardował węzły kolejowe i stanowiska rakiet.
20 czerwca, podczas osłony sztucznego portu pod Arromanches, dywizjon walczył z myśliwcami FW-190. Pewne zwycięstwa odnieśli: st. sierż. Tadeusz Wojciechowski i sierż. Longin Wiński; prawdopodobne por. Henryk Knapik.
3 sierpnia dywizjon przeniósł się do Francji na lotnisko Plumetot. Nasilenie lotów było duże – startowano kilka razy dziennie.
17 sierpnia, po dziesięciu dniach krwawych walk, wyzwolono Falaise. W tym dniu dywizjon ostrzeliwał niemieckie pojazdy mechaniczne, niszczył mosty i środki przeprawowe. Piloci dywizjonu zniszczyli wtedy ponad 150 pojazdów mechanicznych i kilkanaście dział na pojazdach gąsienicowych. 27 sierpnia dywizjon ubezpieczał zgrupowanie bombowe. W tym dniu artyleria niemiecka zestrzeliła samolot dowódcy 317 dywizjonu kpt. pil. Władysława Gnysia.
5 września dywizjon przegrupował się na lotnisko Londinières, a już 10 września samoloty przeleciały na nowe lotnisko Vendeville.
3 października nastąpiło kolejne przeniesienie, tym razem do Belgii na lotnisko Deurne, a 11 października na lotnisko St. Denijs. W październiku, w ciągu 17 dni, lotnych dywizjon wykonał 375 lotów. Szczytowym dniem wysiłku bojowego był 29 października, kiedy to dywizjon startował aż cztery razy.
W okresie od 25 listopada do 11 grudnia dywizjon przebywał na szkole ognia w Fairwood Common.
Od 23 grudnia brał udział w powstrzymaniu kontrofensywy feldmarszałka Waltera Modela w Ardenach.
31 grudnia dywizjon bombardował cele w rejonie środkowego biegu rzeki Maas.

### Bitwa nad Gandawą
1 stycznia 1945 dywizjon wystartował na bombardowanie celów w różnych rejonach walk. W niespełna godzinę po odlocie, lotnisko w St. Denijs zaatakowało około 50 niemieckich FW-190 i Me-109.
Wezwany z powrotem 317. i 308 dywizjon rozpoczął walkę z niemieckimi samolotami. Piloci dywizjonu 317 zestrzelili na pewno sześć, prawdopodobnie jeden i uszkodzili cztery niemieckie samoloty. Straty własne – jeden pilot, por. Tadeusz Powierza. Na lotnisku śmierć ponieśli kaprale mechanicy: Jerzy Bielka-Koczwara, Antoni Komorowski i Józef Sikora, a kilkunastu innych żołnierzy było rannych. Niemcy zniszczyli na lotnisku 18 polskich „Spitfire’ów” oraz kilkanaście samolotów brytyjskich i amerykańskich.
13 stycznia dywizjon przeniósł się na lotnisko w Grimbergen. W tym czasie wojska lądowe nacierały na linię Zygfryda, a zadaniem dywizjonu było paraliżowanie niemieckiej komunikacji w strefie przyfrontowej między Renem a Mozą.
9 marca dywizjon 317 przesunięto na lotnisko w Gilze Rijen, a już 13 kwietnia polskie dywizjony przeniosły się na lotnisko w Nordhorn na terytorium Niemiec. Od 30 kwietnia nowym miejscem postoju dywizjonu było lotnisko w Varrelbusch.
W dniach 18–20 i 25 kwietnia dywizjon wspierał polską 1 Dywizję Pancerną atakującą miejscowości Papenburg i Leer.
4 maja otrzymał zadanie zwalczania niemieckich statków na morzu. Por. pil. Leszek Szczerbiński zaatakował skutecznie z działek i karabinów maszynowych statek o wyporności 500 ton. Na skutek eksplozji statku „Spitfire” Szczerbińskiego został poważnie uszkodzony i wraz z pilotem runął do morza.
Po zakończeniu działań wojennych dywizjon pozostał do końca 1946 w składzie brytyjskich wojsk okupacyjnych. Ostatnim lotniskiem na terytorium niemieckim było lotnisko w Ahlhorn.
3 stycznia 1947 na lotnisku w Portreath w Anglii 317 Dywizjon Myśliwski „Wileński” został rozwiązany.

## Żołnierze  dywizjonu
| Dowódcy dywizjonu |                 |                                 |                        |
| Dowódcy polscy    |                 |                                 |                        |
| Stopień RAF       | Stopień PSZ     | Imię i nazwisko                 | Okres                  |
|                   | kpt. / mjr pil. | Stanisław Brzezina              | 19 II - 20 VIII 1941   |
|                   | kpt. pil.       | Henryk Szczęsny                 | 20 VIII- 12 XI 1941    |
|                   | kpt. pil.       | Józef Brzeziński                | 12 XI - 16 III 1942    |
|                   | kpt. pil.       | Piotr Ozyra                     | 16 III - 6 V 1942      |
|                   | kpt. pil.       | Stanisław Skalski               | 6 V- 2 XI 1942         |
|                   | kpt. pil.       | Zbigniew Czajkowski             | 2 XI - 29 IV 1943      |
|                   | kpt. pil.       | Franciszek Kornicki             | 29 IV -1 I 1944        |
|                   | kpt. pil.       | Włodzimierz Miksa               | 1 I - 25 VIII 1944     |
|                   | kpt. pil.       | Władysław Gnyś                  | 25 VIII - 28 VIII 1944 |
|                   | kpt. pil.       | Marian Chełmecki                | 28 VIII - 17 V 1945    |
|                   | kpt. pil.       | Paweł Niemiec                   | 17 V - 6 IX 1945       |
|                   | kpt. pil.       | Marian Trzebiński               | 6 IX 1945 - 3 I 1947   |
| Dowódcy brytyjscy |                 |                                 |                        |
| S/ld              |                 | John Christopher Mount „Mickey” | 20 II - 3 III 1941     |
| W/Cdr             |                 | Alexander Nelson Coole          | 3 III 1941 -           |

Dowódcy eskadry „A”
- kpt. pil. Antoni Wczelik
- kpt. pil. Józef Brzeziński (od 1 IX 1941)[19]

Dowódcy eskadry „B”
- por. / kpt. pil. Henryk Szczęsny
- por. pil. Piotr Ozyra (od 1 IX 1941[19])

## Samoloty

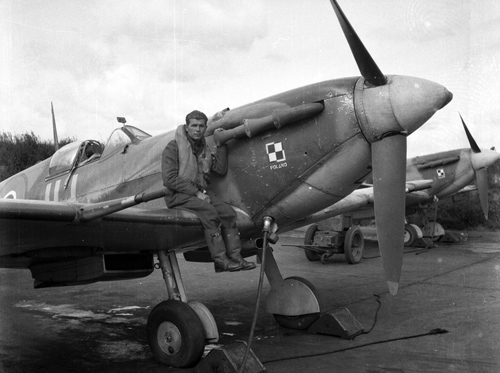
Marian Cholewka na samolocie Spitfire Mk V

Etat dywizjonu przewidywał 12 samolotów. Były to:
| Typ samolotu                          | Okres użytkowania   |
| ------------------------------------- | ------------------- |
| Hawker Hurricane Mk-I                 | od 20 lutego 1941   |
| Hawker Hurricane Mk-IIA i Mk-IIB      | od 20 lipca 1941    |
| Supermarine Spitfire Mk-VB i Mk-VC    | od 7 grudnia 1941   |
| Supermarine Spitfire Mk-IXE, LF i IXE | od 23 września 1943 |
| Supermarine Spitfire Mk-XVI           | od 1 maja 1945      |

Do dziś jest zachowany Spitfire Mk.Vb, (G-MKVB), BM597, noszący oznaczenie JH*C. Latał nim w 317 Dywizjonie między innymi porucznik Ludwik Martel. Samolot jest w pełni sprawny i uczestniczy często w pokazach lotniczych, nosząc barwy 317 Dywizjonu. Jest własnością Historic Aircraft Collection Ltd.

## Lotniska bazowania

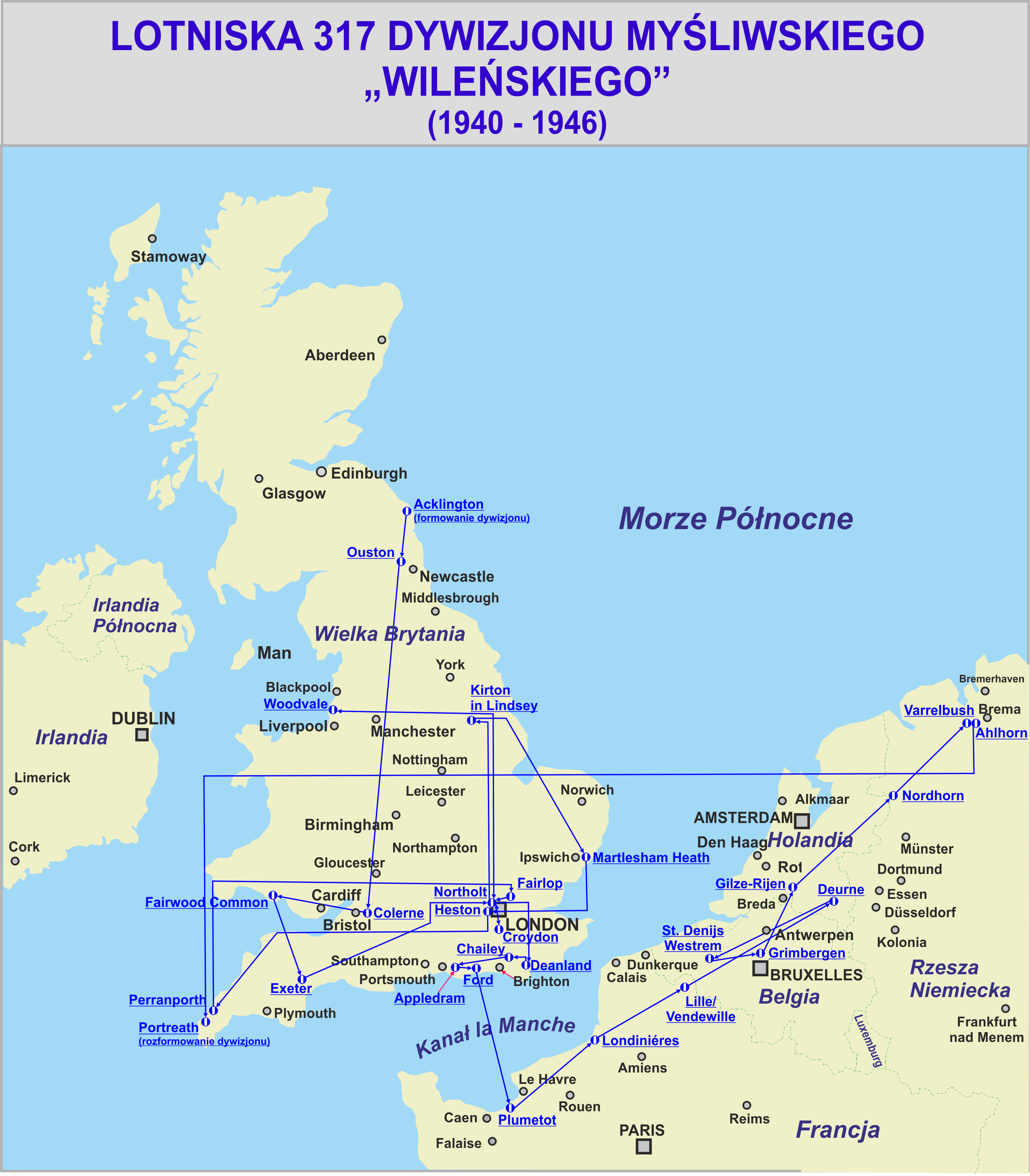

| Lotniska bazowania  |                     |                   |                      |       |
| Lotnisko            | Okres               |                   | Lotnisko             | Okres |
| Acklington          | 20 II – 25 IV 1941  | Deanland          | 1 IV – 26 IV 1944    |       |
| Ouston              | 25 IV – 27 VI 1941  | Chailey           | 26 IV – 28 VI 1944   |       |
| Colerne             | 27 VI – 5 VII 1941  | Appledram         | 28 VI – 16 VII 1944  |       |
| Fairwood Common     | 5 VII – 6 VIII 1941 | Ford              | 16 VII – 3 VIII 1944 |       |
| Exeter              | 6 VIII – 1 IV 1942  | Plumetot          | 3 VIII – 5 IX 1944   |       |
| Northolt            | 1 IV – VI 1942      | Londinières       | 5 IX – 10 IX 1944    |       |
| Croydon             | VI – VII 1942       | Vendeville        | 10 IX – 3 X 1944     |       |
| Northolt            | VII – IX 1942       | Deurne            | 3 X – 11 X 1944      |       |
| Woodvale            | IX – 3 I 1943       | St.Denijs Westrem | 11 X – 13 I 1945     |       |
| Northolt            | 3 I - 1 II 1943     | Grimbergen        | 13 I – 9 III 1945    |       |
| Kirton in Lindsey   | 1 II – 5 IV 1943    | Gilze Rijen       | 9 III – 13 IV 1945   |       |
| Martlesham on Heath | 5 IV – 2 V 1943     | Nordhorn          | 13 IV – 30 IV 1945   |       |
| Heston              | 2 V – 7 VI 1943     | Verrelbusch       | 30 IV – 10 IX 1945   |       |
| Perranporth         | 7 VI – 3 VIII 1943  | Ahlborn           | 10 IX – 15 XII 1946  |       |
| Fairlop             | 3 VIII – 15 IX 1943 | Portreath         | 15 XII –             |       |
| Northolt            | 15 IX – 1 IV 1944   |                   |                      |       |

## Wysiłek bojowy
| Operacje bojowe dywizjonu od 20 II 1941 do 8 V 1945            |              |              |              |
| samoloto-zadań                                                 | godzin lotów | godzin lotów | godzin lotów |
| 10251                                                          | 14352        | 14352        | 14352        |
| Straty przeciwnika w samolotach zadane przez pilotów dywizjonu |              |              |              |
|                                                                | w powietrzu  | na ziemi     | ogółem       |
| zniszczone                                                     | 48⅓          | 3            | 51⅓          |
| prawdopodobnie zniszczone                                      | 10           | 0            | 10           |
| uszkodzone                                                     | 26           | 3            | 29           |

## Symbole dywizjonu
Odznaka dywizjonu
- Odznaka dywizjonu była identyczna z godłem 152 eskadry myśliwskiej[2]. Zatwierdzona została w Dzienniku Rozkazów Naczelnego Wodza nr 4 z 10 października 1943. Na tle biało emaliowanego równoramiennego krzyża umieszczony jest stylizowany kondor w pozycji atakującej. Pióra i kontury kondora srebrne, łapy czerwone, dziób i źrenice oka czarne, tęczówka seledynowa, kołnierz pomarańczowy. Odznaka jednoczęściowa wykonana w białym metalu. Wymiary: 35x31 mm[25]
- Święto dywizjonu – obchodzono  20 lutego, na pamiątkę sformowania dywizjonu[2].
- Szalik – do stroju lotniczego piloci nosili szaliki jedwabne koloru jasnoniebieskiego[2]
- Znaki rozpoznawcze – znakami rozpoznawczymi dywizjonu były litery JH namalowane po obu stronach kadłuba samolotów[2].

## Upamiętnienie
- Tradycje dywizjonu kultywuje 3 Baza Lotnicza we Wrocławiu.